# حيدر أباد تنغ سة ريز (سررود الشمالي)
حیدر أباد تنغ سة ریز (بالفارسية: حیدرآباد تنگ سه‌ریز) هي قرية تقع في إيران في قسم سررود الشمالي الريفي. يقدر عدد سكانها بـ 53 نسمة .